# Bunny Lake Is Missing
Bunny Lake Is Missing (bra: Bunny Lake Desapareceu; prt: Desapareceu Bunny Lake) é um filme britânico de 1965, do gênero suspense, dirigido por Otto Preminger e baseado em obra de Marryam Modell.

## Sinopse
Bunny é uma menina que desaparece em Londres e ninguém acredita que ela exista, o que deixa sua mãe desesperada.

## Elenco
- Laurence Olivier ....  detetive Newhouse
- Carol Lynley ....  Ann Lake
- Keir Dullea ....  Stephen Lake
- Martita Hunt ....  Ada Ford
- Anna Massey ....  Elvira Smollett
- Clive Revill ....  sargento Andrews
- Noel Coward ....  Horatio Wilson
- Adrienne Corri ....  Dorothy
- Lucie Mannheim
- Finlay Currie
- Rod Argent
- Paul Atkinson

## Principais prêmios e indicações
BAFTA 1967 (Reino Unido)
- Indicado nas categorias de melhor diretor de arte britânico e melhor fotografia britânica.

Prêmio Edgar 1966 (Edgar Allan Poe Awards, EUA)
- Indicado na categoria de melhor filme.